# 多塞納 (阿拉巴馬州)
多塞勒（英語：Docena）是一個位於美國阿拉巴馬州傑佛遜縣的非建制地區。該地的面積和人口皆未知。

## 地理
多塞勒的座標為33°33′34″N 86°55′52″W / 33.55944°N 86.93111°W，而該地的平均海拔高度為186米（即610英尺）。